# Армстронг, Чарльз
Чарльз Ивинг Армстронг (англ. Charles Ewing Armstrong; 23 октября 1881, Филадельфия, Пенсильвания — 12 марта 1952, West Point, Пенсильвания) — американский гребец, чемпион летних Олимпийских игр 1904 года.
На Играх 1904 в Сент-Луисе Армстронг участвовал только в соревнованиях восьмёрок. Его команда заняла первое место с результатом 7:50,0 и выиграла золотые медали.